# Écoles militaires de santé de Lyon-Bron
Les Écoles militaires de santé de Lyon-Bron (EMSLB) sont le  pôle de formation des futurs médecins, pharmaciens, dentistes et infirmiers militaires du service de santé des armées. 
Les EMSLB ont été créées par décision de la ministre des armées le 1er septembre 2018, regroupant l'École de santé des armées ainsi que l'École du personnel paramédical des armées. Elles sont situées à Bron, sur le site de l'ancienne base aérienne de la ville.
Elles délivrent un double cursus de formation, universitaire et militaire pour préparer les élèves à exercer partout où sont engagées les armées françaises.
Elles comptent désormais une centaine de cadres, 6 compagnies d’élèves praticiens et 3 compagnies d’élèves infirmiers, soit 930 élèves sur le site de Bron.